# 褐鼠
褐家鼠（学名：Rattus norvegicus），又名褐鼠、大鼠、挪威鼠、大家鼠、白尾吊、耗子、粪鼠、溝鼠，为鼠科家鼠属的动物，是有名及常見的老鼠之一，也是之中最大的物種，一般生活於田野、家舍广泛栖息。该物种的模式产地在英国。
褐家鼠最早源自中國北方，且目前已經散佈到南極以外所有大陸上，在歐洲成為優勢鼠類物種，於北美洲有也不少數量。生活於人類居住地，尤其是都會區。褐家鼠也被馴化成寵物寵物大鼠以及實驗大鼠，是重要的模式生物。
人們不知為何将其命名為挪威鼠，實際上牠們並不是來自挪威，1769年的書《Outlines of the Natural History of Great Britain》作者約翰·貝克恩霍特（John Berkenhout）被認為可能是這誤稱的來源。貝克恩霍特給此物種的學名為Rattus norvegicus，因為他相信此物種是在1728年經由挪威船隻遷移到英國，不過事實上此物種是來自丹麥。

## 對人類可能造成的危害
溝鼠長年躲藏於水溝、排水口、下水道、和廢水廠、甚至垃圾桶廚餘桶都能看見。也因此所帶病菌多。比如漢他病毒。但不代表所有溝鼠都有帶原。

## 特徵
褐家鼠的皮毛粗糙，一般呈棕色或深灰色，而身體下半部分則呈現較淺的棕色或灰色。其身長可達25公分，而其尾巴自己就已長達25公分（相等於其身長）。雄成體平均重350克，而雌成體則為250克，但一隻褐家鼠其實最多可重達500克。甚少有過一公斤者，在故事中所述大得像貓的褐家鼠或麝鼠純屬誇大。褐家鼠聽覺敏銳，對超聲波極為敏感，其嗅覺亦極為發達。其平均心率約為每分鐘300至400次，每分鐘的呼吸次數約為100次。其視覺極差，不能分辨顏色，且接收不到長波的光線。

## 食物、棲息地及行為
褐家鼠是雜食性動物，牠飢不擇食，差不多所有可吃的均為其食物，但還是以穀類為主。動物行為學會（Animal Behavior Society）的創辦人馬丁·雪恩（Martin Schein）曾於1964年對褐家鼠的進食習性作了相關的研究，並最後撰了《對褐家鼠進食習性的初步分析──以垃圾為食》（"A Preliminary Analysis of Garbage as Food for the Norway Rat"）一文作研究總結，表示褐家鼠最愛吃的食物是（已循其先後次序排列）炒蛋、通心粉、乾酪和烹熟了的穀粒仁。牠們最不喜歡的食物是生甜菜、桃子和生芹菜。牠們通常都是在夜間才活躍起來的，且都是游泳好手，不論是在水面或水底游泳都極為擅長，但不善攀爬。牠們善於挖洞，常會挖出大規模而複雜的地洞系統作藏身之所。一個在2007年作的研究指出，褐家鼠擁有後設認知。在這次研究之前，人們一直認為只有人類及部分靈長類動物才擁有此一認知能力。
另外，從實驗室對實驗用的白老鼠的研究顯示：褐家鼠亦會作夢。實驗把他們的腦直接連接到電腦，以監察他們在學習走迷宮時腦內電波的變化。實驗人員發現，在他們在當天學習完結後，當他們睡覺時，腦內會把學習時腦內電波的變化走向以加快的速度倒轉重播一次，之後白老鼠就會學會怎樣走迷宮。

## 繁殖
若條件許可的話，褐家鼠全年任何時間均可進行繁殖的行為，而一隻雌褐家鼠每年最多可生產5次。妊娠期只長約1至2個月，而每次生產的小褐家鼠數量最多可達14隻，但一般只有7隻。其最高壽限是3歲，但一般褐家鼠的壽命僅有1歲。
褐家鼠居住在人類所居住的地方。出生时，它们的体重为5-6克。

## 疾病
褐家鼠會帶有一些疾病，包括鈎端螺旋體病、隱孢子蟲症、病毒出血熱（VHF）、Q熱和漢塔病毒侵肺型徵候群。不像黑鼠那般，褐家鼠鮮少帶有腺鼠疫。

## 天敵
在自然界，鼠的天敵極多，當中包括很多猛禽如鷹、隼、貓頭鷹、伯勞、大部份蛇類、大型蛙類(如牛蛙)、家貓、狐狸、豬、人類。當中以蛇類對鼠類威脅最大，因蛇能夠進入鼠的巢穴裡，而且部份蛇擁有熱能感測的特殊器官，讓鼠類難以逃離蛇的追捕。
因為鼠的繁殖很快，因此牠們亦成為其他動物活生生的食物，通常是大型的爬蟲類如蛇等。

## 亚种
- 褐家鼠东北亚种（学名：Rattus norvegicus caraco），Pallas于1779年命名。在中国大陆，分布于黑龙江、内蒙、吉林等地。该物种的模式产地在东西伯利亚。[5]
- 褐家鼠华北亚种（学名：Rattus norvegicus humiliatus），Milne-Edwards于1868年命名。在中国大陆，分布于辽宁、江苏（北部）、河北、山东等地。该物种的模式产地在北京附近。[6]
- 褐家鼠指名亚种（学名：Rattus norvegicus norvegicus），Berkenhout于1769年命名。在中国大陆，分布于海南、广东、福建（南部）等地。该物种的模式产地在英国。[7]
- 褐家鼠甘肃亚种（学名：Rattus norvegicus socer），Miller于1914年命名。在中国大陆，分布于江西、广西、陕西、青海、安徽、内蒙古、甘肃、湖北、江苏（南部）、宁夏、贵州、山西、浙江、湖南、四川、福建等地。该物种的模式产地在甘肃临潭。[8]

## 外部連結
- Rat Behaviour and Biology（页面存档备份，存于）
- Nature: Rat Genome（页面存档备份，存于）
- Rat Genome Database（页面存档备份，存于）
- Waarneming.nl Pictures, sightings and distribution maps of brown rats in the Netherlands.
- Rats, by Robert Sullivan（页面存档备份，存于）
- The Holy temple of Rats in Rajasthan（页面存档备份，存于） - photographs of 维利卜